# Тролови бърда
Тролови бърда или Тролови чукари се наричат горите, намиращи се западно от областта Ломидол. Тези места били обитавани някога от Хълмови тролове.
Билбо Торбинс и спътниците му идвали в тези места, когато отивали към Еребор и били пленени от троловете. Тези гориостанали извън обсега на Войната за пръстена през Третата епоха и там не се водили сражения.